# Semiothisa ramparia
Semiothisa ramparia är en fjärilsart som beskrevs av William Schaus 1901. Semiothisa ramparia ingår i släktet Semiothisa och familjen mätare. Inga underarter finns listade i Catalogue of Life.